# Певчая овсянка
Певчая овсянка, или
певчая зонотрихия (лат. Melospiza melodia), — вид певчих воробьиных птиц из семейства Passerellidae, живущих в Северной Америке.

## Описание
Верхняя часть тела коричневого цвета с тёмными полосами на спине, а нижняя часть — белая с тёмными крапинами и тёмным пятном на груди. У птицы имеется коричневый хохол и длинный коричневый хвост. Различные подвиды отличаются друг от друга по окраске. Мелодичное и сложное пение служит для защиты участка и для привлечения самки.

## Распространение
Певчая овсянка живёт в зарослях кустарника и чащах вблизи водоёмов, на болотах и солончаках на большей части Канады, США и северной Мексики. Птицы из северной области распространения мигрируют в холодное время года вплоть до Мексики. Имелись также сообщения о миграции из Норвегии и Великобритании. Эндемичный подвид M. m. graminea, обитавший на острове Санта-Барбара, считается вымершим.

## Поведение
Певчие овсянки ищут насекомых и семена на земле, в густом кустарнике или на мелководье. Птицы, живущие на солончаках, могут поедать мелких ракообразных.

## Размножение
Самка строит чашеобразное гнездо из травы и стеблей на земле в чаще и высиживает от 3 до 5 яиц примерно 2 недели. Самец помогает в выведении потомства, которое становится самостоятельным через 2 недели, и продолжает выкармливать молодых птиц, в то время как самка гнездится ещё раз. Даже 3 выводка за один год обычное явление.